# جغرافیای کلمبیا
جمهوری کلمبیا عمدتاً در شمال غربی آمریکای جنوبی واقع شده‌است و برخی از سرزمین‌ها در مرزهای آمریکای مرکزی قرار دارند. این کشور با پاناما از شمال غربی و در شرق توسط ونزوئلا و برزیل؛ در جنوب توسط اکوادور و پرو هم‌مرز است. و مرزهای دریایی مشترکی با کاستاریکا، نیکاراگوئه، هندوراس، جامائیکا، جمهوری دومینیکن دارد.

## وضعیت ارضی کلمبیا

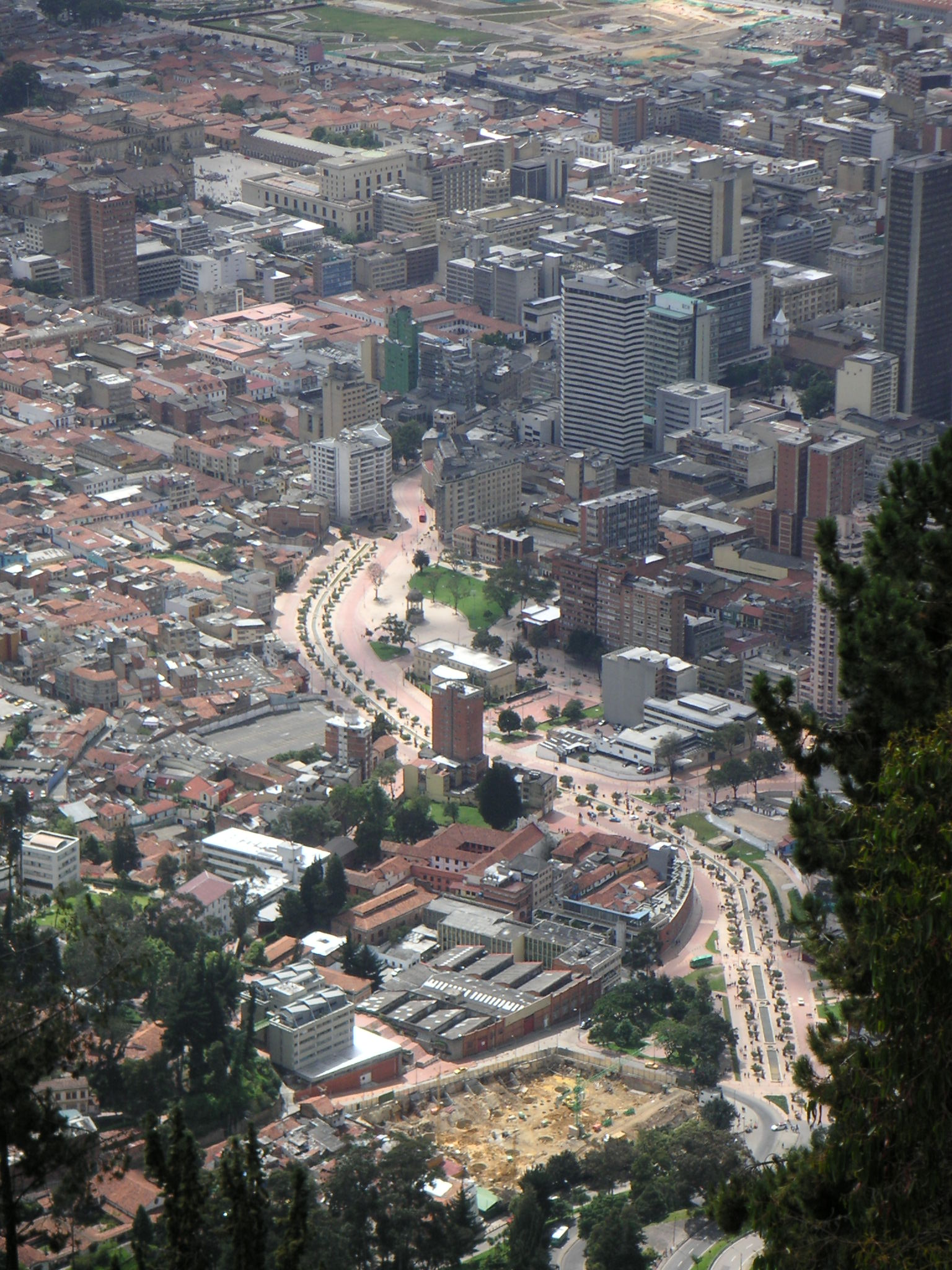
نمای مرکز شهر بوگوتا از مونسراته در نزدیکی شهر

کلمبیا به ۳۲ بخش و یک ناحیهٔ مرکزی تقسیم می‌شود.

جغرافیای کلمبیا

کلمبیا در مقایسه با سایر مناطق در آمریکا جنوبی دارای بیشترین تنوع فیزیکی در قلمرویش است. این کشور بخشی از «حلقهٔ آتش» اقیانوس آرام است که در واقع محلی زلزله‌خیز و در معرض آتشفشان است.
سطح ارضی کلمبیا الگوهای پیچیده‌ای دارد. یک سوم غربی کشور از این لحاظ بسیار پیچیده‌است. این ناحیه از ساحل اقیانوس آرام در غرب شروع می‌شود و با عرض جغرافیایی ۵ درجهٔ شمالی به سمت شرق می‌رود که شامل صورت‌های گوناگونی است. در غربی‌ترین ناحیه، قسمت بسیار باریک و غیرممتد خط ساحلی اقیانوس آرام قرار دارد که در پشت آن Serranía de Baudó که کم‌پهناترین و کم‌ارتفاع‌ترین کوهستان کلمبیا است قرار دارد. بعد از آن ناحیهٔ وسیع و پست Río Atrato / ریو سنت جوئان قرار دارد که به عنوان جایگزین کانال پاناما، به عنوان یک مسیر بین اقیانوس آرام و اطلس پیشنهاد شده‌است. منطقهٔ کوهستانی اصلی غربی، کوردیلرا اکسیدنتال، نسبتاً مرتفع است و بلندی قلهٔ آن به ۱۳ هزار پا (۴ هزار متر) می‌رسد. درهٔ رودخانهٔ کائوکا، که ناحیهٔ کشاورزی مهمی است و چندین شهر بزرگ در آن قرار دارند، ناحیهٔ کوردیلرا اکسیدنتال را از ناحیهٔ پهناور کوردیلرای مرکزی جدا می‌کند. چنیدن قلهٔ برفی در ناحیهٔ کوردیلرای مرکزی وجود دارند که بلندی برخی از آن‌ها به ۱۸ هزار پا معادل ۵ هزار و ۵۰۰ متر می‌رسد. درهٔ برفی و گل آلود رودخانهٔ مگدالنا که مسیر حمل و نقلی مهمی است، ناحیهٔ کوردیلرای مرکزی را از ناحیهٔ کوردیلرای شرقی جدا می‌سازد. قله‌های کوردیلرای شرقی نسبتاً مرتفع هستند. حدود ارتفاعات این سلسله کوه‌ها با سیار کوهستان‌های کلمبیا تفاوت دارد و فرق آن این است که در این کوهستان چندین حوزهٔ رودخانهٔ وسیع وجود دارد. در شرق، ناحیهٔ کم جمعیت و مسطح تا شیبدار که حدوداً ۶۰٪ مساحت کشور را شامل می‌شوند، llanos نام گرفته‌اند.
این منطقه عرضی کلمبیا شامل دومنطقهٔ کشور نمی‌شود: ناحیهٔ ساحلی پست کارائیب و Sierra Nevada de Santa Marta که هر دو در شمال کشور قرار دارند. زمین‌های پست غرب اغلب باتلاقی هستند و مردم کلمبیا مرداب‌های پوشیده از علف هرز این ناحیه را ciénagas نامیده‌اند. شبه‌جزیرهٔ گواخیرا در شرق نیمه بایر است. سیرا نوادا ناحیه‌ای مثلثی و پوشیده از صخره‌های برفی است که قسمت‌های شرقی این ناحیه را در برمی‌گیرد.
نزدیکی کلمبیا به خط استوا بر آب و هوای این کشور تأثیر گذاشته‌است. نواحی پست همیشه داغ هستند. ارتفاعات بر دما تأثیر بسیاری دارند. دما با هر ۱۰۰۰ پا افزایش ارتفاع از سطح دریا(۳۰ متر) ۵/۳ درجهٔ فارنهایت معادل ۲ درجهٔ سانتیگراد کاهش می‌یابد.
میزان بارش در کلمبیا در مناطق مختلف متفاوت است و به سمت جنوب کشور بارندگی بیشتر است. این قضیه خصوصاً در مورد نواحی پست شرقی درست است. به‌طور مثال بارندگی در شبه‌جزیرهٔ گواخیرا به ندرت از ۷۵ سانتیمتر در سال تجاوز می‌کند. با این حال در نواحی پر باران جنوبی معمولاً بیش از ۵۰۰ سانتیمتر بارندگی در سال وجود دارد. میزان بارندگی در سایر مناطق حدوداً در میان این دو است.
ارتفاع نه تنها بر دما بلکه بر پوشش گیاهی نیز مؤثر است. در واقع ارتفاع یکی از مهم‌ترین عوامل مؤثر بر الگوی پوشش گیاهی در کلمبیا است. مناطق کوهستانی کشور را از لحاظ پوشش گیاهی وابسته به ارتفاع را می‌توان به چندین ناحیه تقسیم کرد، با این حال محدودهٔ ارتفاع هر ناحیه ممکن است به نسبت عرض متغیر باشد.
ناحیهٔ سرزمین داغ، زیر ۳هزار ۳۰۰ پا (۱۰۰۰متر) ناحیهٔ گیاهان حاره‌ای مانند موز است. ناحیهٔ ناحیهٔ معتدل، از ۳هزار و ۳۰۰ تا ۶ هزار و ۶۰۰ پا (۱۰۰۰ تا ۲۰۰۰متر) منطقهٔ قهوه و ذرت است. گندم و سیب‌زمینی در ناحیهٔ ناحیهٔ سرد، ۶ هزار و ۶۰۰ تا ۱۰ هزار و۵۰۰ پا (۲۰۰۰ تا ۳۲۰۰ متر) رشد می‌کنند. درختان برای استفاده به عنوان هیزم در مناطقی قطع شده‌اند. مراتع بی درخت در واقع مربوط به علفزارهای آلپ و páramos در ارتفاع ۱۲ هزار و ۸۰۰ تا ۱۵ هزار و ۱۰۰ پا (۳زار و ۹۰۰ تا ۴ هزارو ۶۰۰ متر) است. در ارتفاعات بالای ۱۵هزار و ۱۰۰ پا (۴۶۰۰متر) که دما زیر صفر است و tierra helada نامیده می‌شود تنها برف و یخ دیده می‌شود. {}
الگوهای بارندگی نیز بر پوشش گیاهی تأثیر می‌گذارد. جنگل‌های پوشیده از بوته و درختچه‌ها در مناطق نسبتاً کم‌آب شمالی قرار دارند. در جنوب پوشش گیاهی بی درخت (حاره‌ای) قسمت llanos در کلمبیا را پوشش داده‌است. در مناطق بارانی در جنوب شرق کلمبیا باران‌های حاره‌ای باریده می‌شود. در کوهستان‌ها، الگوهای متناوب تسریع باران در مناطق کوه آلپ در واقع الگوهای پوشش گیاهی را پیچیده کرده‌است. مناطق بارانی کوهستان‌ها ممکن است سرسبز و پرآب باشد، در حالیکه طرف دیگر که باران ندارد ممکن است بسیار خشک باشد.
مساحت وسیعی در کلمبیا برای کاشت گیاه کوکائین استفاده می‌شود. در سال ۲۰۰۴، ۱۱۴ هزار و ۱۰۰ هکتار از خاک کلمبیا زیر کاشت این گیاه بود و در واقع کلمبیا هر ساله توان تولید ۴۳۰ تن کوکائین را دارد. کشت کوکائین از جمله فعالیت‌های تجاری مهم در کلمبیا است و حتی زمین‌های دولتی نیز از جاه طلبی صاحبان و سران این تجارت در امان نمانده‌اند.

## شهرهای مهم کلمبیا
- بوگوتا ۷٬۶۷۵٬۰۰۰ نفر
- مدلین ۲٬۰۰۰٬۰۰۰ نفر
- کالی ۲٬۳۹۳٬۰۰۰ نفر
- بارانکیولا ۱٬۳۸۰٬۰۰۰ نفر
- بوکارامانگا ۵۷۲٬۰۰۰ نفر
- کارتاخنا ۹۵۲٬۰۰۰ نفر
- کوکوتا ۷۲۱٬۰۰۰ نفر
- پریرا ۴۴۰٬۰۰۰ نفر
- سانتا مارتا ۴۳۲٬۰۰۰ نفر
- ایباگه ۴۲۲٬۰۰۰ نفر
- پستو ۳۸۲٬۰۰۰ نفر
- مانیزالس ۳۵۸٬۰۰۰ نفر
- نیوا ۳۵۳٬۰۰۰ نفر
- والدوپار ۳۰۸٬۰۰۰ نفر
- ویلاویسنسیو ۳۲۲٬۰۰۰ نفر
- مونتریا ۲۷۲٬۰۰۰ نفر
- بونونتورا ۲۴۱٬۰۰۰ نفر

## حقایق
مساحت: کل: ۱٬۱۳۸٬۹۱۰ کیلومتر مربع (۴۳۹٬۷۴۰ مایل مربع)
مرزهای زمین: کل: ۶٬۶۷۲۴ کیلومتر
خط ساحلی: ۳٬۲۰۸ کیلومتر (دریای کارائیب ۱۷۶۰ کیلومتر، اقیانوس آرام شمالی ۱٫۴۴۸ کیلومتر)
منطقه اقتصادی انحصاری: کل: ۸۰۸٬۱۵۸ کیلومتر مربع (۳۱۲٬۰۳۲ مایل مربع)
آب و هوا: گرمسیری در امتداد ساحل و دشت‌های شرقی؛ در ارتفاعات سردتر است
زمین: دشتهای ساحلی مسطح، ارتفاعات مرکزی، کوه‌های مرتفع آند، دشتهای دشتهای شرقی